# Maria-Theresien-Konzession
Als Maria-Theresien-Konzession bezeichnet man in Österreich  Gewerberechte, die privatrechtlich übertragbar sind. Sie stellen im österreichischen Recht Ausnahmen dar, da dieses seit 1859 vom Grundsatz der privatrechtlichen Unübertragbarkeit von Gewerberechten ausgeht.
Die so genannten Realgewerbe, im Falle der Eintragung ins Grundbuch auch radizierte Gewerbe genannt, konnten wie Sachen verkauft, verschenkt, verpfändet und vererbt werden. Die Realgewerbe gehen auf die Zeit zurück, in der die Vergabe von Gewerbeberechtigungen zu den Aufgaben der Grundherrschaft zählte  und zu deren Finanzierung beitrug. Beispielsweise diente der Verkauf von Schankrechten an den Eigentümer einer bestimmten Liegenschaft als Einnahmequelle des Grundherren.
Solche quasidinglichen Rechte durften nur bis zur Gewerbeordnung von 1859 neu begründet werden – sie spielten jedoch auch in der Folgezeit eine gewisse, marginale Rolle.
Die Vorstellung, dass es tatsächlich noch Realkonzessionen des Gast- und Schankgewerbes gäbe, die auf Kaiserin Maria Theresia selbst zurückgehen, galt schon 1912 als zweifelhaft. Der Kommentar Emil Josef Hellers zur Gewerbeordnung vermerkte bereits damals, „in Wien wenigstens besteht keine Konzession, die nachweisbar auf eine Verleihung durch die genannte Kaiserin zurückgeführt werden kann.“